# طبهار
قرية طبهار هي إحدى القرى التابعة لمركز ابشواى في محافظة الفيوم في جمهورية مصر العربية. حسب إحصاءات سنة 2006، بلغ إجمالي السكان في طبهار 28321 نسمة، منهم 14272 رجل و14049 امرأة.